# Anaxagorea dolichocarpa
Anaxagorea dolichocarpa là loài thực vật có hoa thuộc họ Na. Loài này được Sprague & Sandwith mô tả khoa học đầu tiên năm 1930.